# 筑紫野市立二日市中学校
筑紫野市立二日市中学校（ちくしのしりつ ふつかいちちゅうがっこう）は、福岡県筑紫野市紫一丁目に所在する公立中学校。通称：二中　(にちゅう)

## 交通
- 西鉄天神大牟田線　紫駅
- JR鹿児島本線　二日市駅
- 西鉄バス二日市　紫駅停留所